# Inner Temple

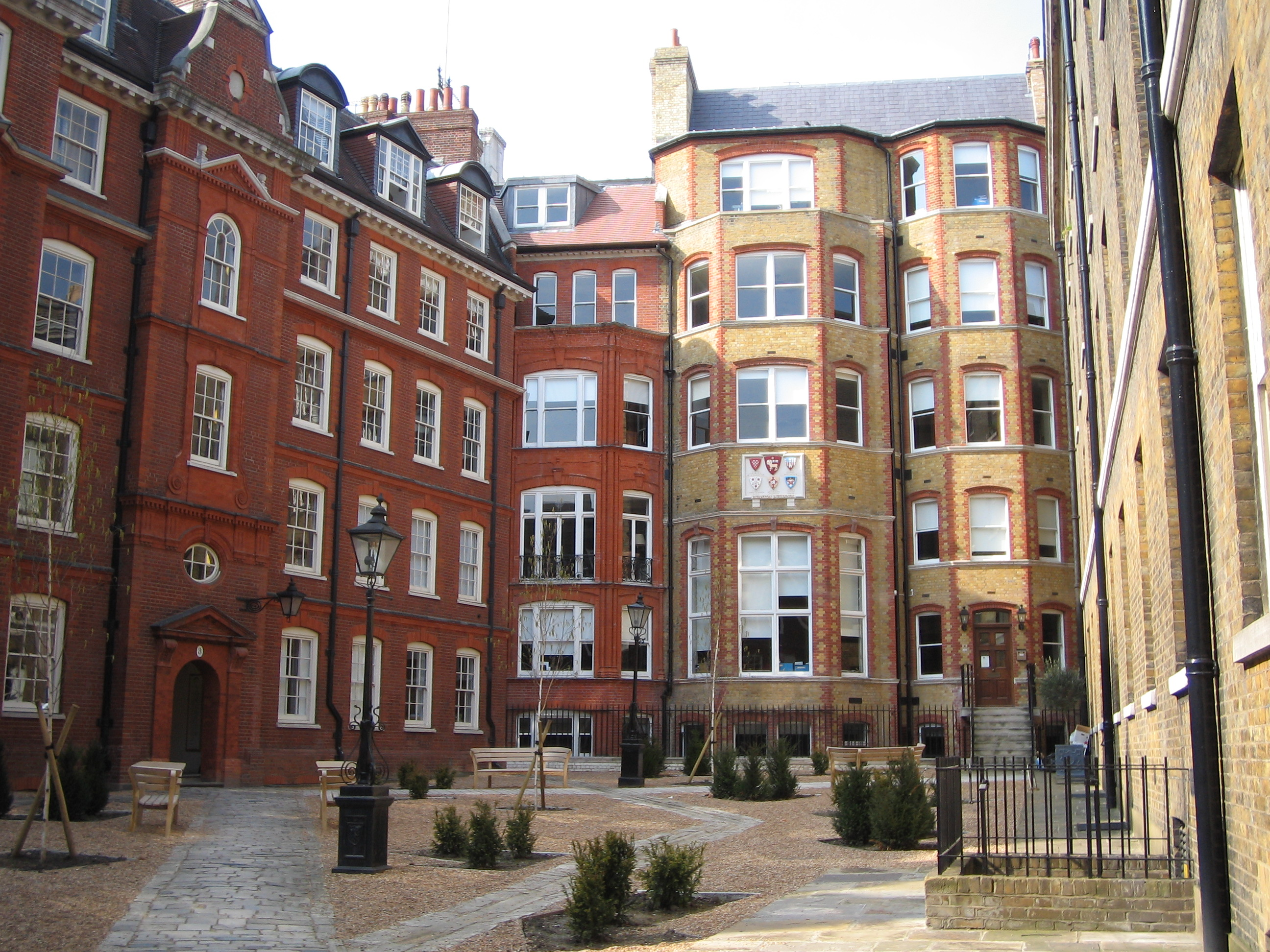

L'Onorevole Società dell'Inner Temple (in inglese The Honourable Society of the Inner Temple) o semplicemente Inner Temple è una delle quattro Inn of court (centri di formazione professionale ed aggregazione per avvocati e giudici), che ruota intorno alle Royal Courts of Justice di Londra, Inghilterra: la Inner Temple rappresenta inoltre uno dei quattro centri della sociabilità forense e il nucleo ideale dell'identità degli avvocati.

## Storia

### I Cavalieri Templari e la fondazione di Inner Temple
La storia dell'Inner Temple affonda le sue radici nei primi anni del regno di Enrico II (1154-1189), quando il contingente dei Cavalieri templari a Londra si spostò dall'Old Temple di Holborn in una nuova sede sulle rive del fiume Tamigi, tra Fleet Street fino a quella che oggi è la Essex House. Il Temple originale inglobava buona parte di quello che ora è il Lincoln's Inn, mentre Chacery Lane (un tempo chiamata New Street) venne costruita dai Cavalieri Templari per creare un accesso ai loro nuovi edifici. Il primo gruppo di avvocati si stabilì qui nel corso del XIII secolo, anche se erano principalmente consulenti legali dei Cavalieri Templari. Nel tempo, i Cavalieri Templari caddero in disgrazia, e nel 1312 il loro ordine fu sciolto. Mentre molti dei loro aderenti venivano condannati al rogo per idolatria ed altre eresie, il nuovo podere fu sequestrato dal re e concesso ai Cavalieri Ospitalieri, i quali molto probabilmente, non risiedevano nella proprietà, ma la sfruttavano come fonte di reddito a cui attingere per le emergenze, un reddito cospicuo grazie alla pratica dell'affitto.
Tra il XII secolo e il XIII secolo, la legge divenne una disciplina comune in tutta la città di Londra, specialmente all'interno del clero. Nel corso della prima metà del Trecento accaddero due eventi significativi che rallentarono il prematuro insegnamento della legge: in primo luogo, una bolla papale del 1207 proibì al clero di insegnare la legislazione laica, piuttosto che la legislazione canonica, e dall'altra parte, un decreto emanato il 2 dicembre 1234 da Enrico III d'Inghilterra, il quale prevedeva che a Londra non dovessero esistere forme di formazioni a livello giuridico. Ne consegue che il sistema giuridico appena instaurato crollò su sé stesso. Gli avvocati più preparati non sottostarono ai nuovi provvedimenti, per cui scelsero di spostarsi verso la frazione di Holborn, considerato che era più comoda per arrivare ai tribunali di Westminster Hall, soprattutto perché era al di fuori della City. Tuttavia, due gruppi restarono a Londra e occuparono il terreno degli Ospitalieri, uno divenne noto col nome di inner in (occupando gli edifici consacrati nei pressi del centro del tempio) e l'altro con il nome di middle inn (che invece si estendeva lungo gli edifici consacrati tra l'inner inn e l'Outer Temple). Queste due strutture divennero l'Inner Temple e il Middle Temple, senza dubbio due società distinte già nel 1388, quando vengono menzionate nel registro annuale. Gli Ospitalieri concessero il soggiorno nella proprietà alla cifra di 10 sterline all'anno, richiamando parecchie scolaresche da Thavie's Inn per motivi di studio.

### Gli inizi

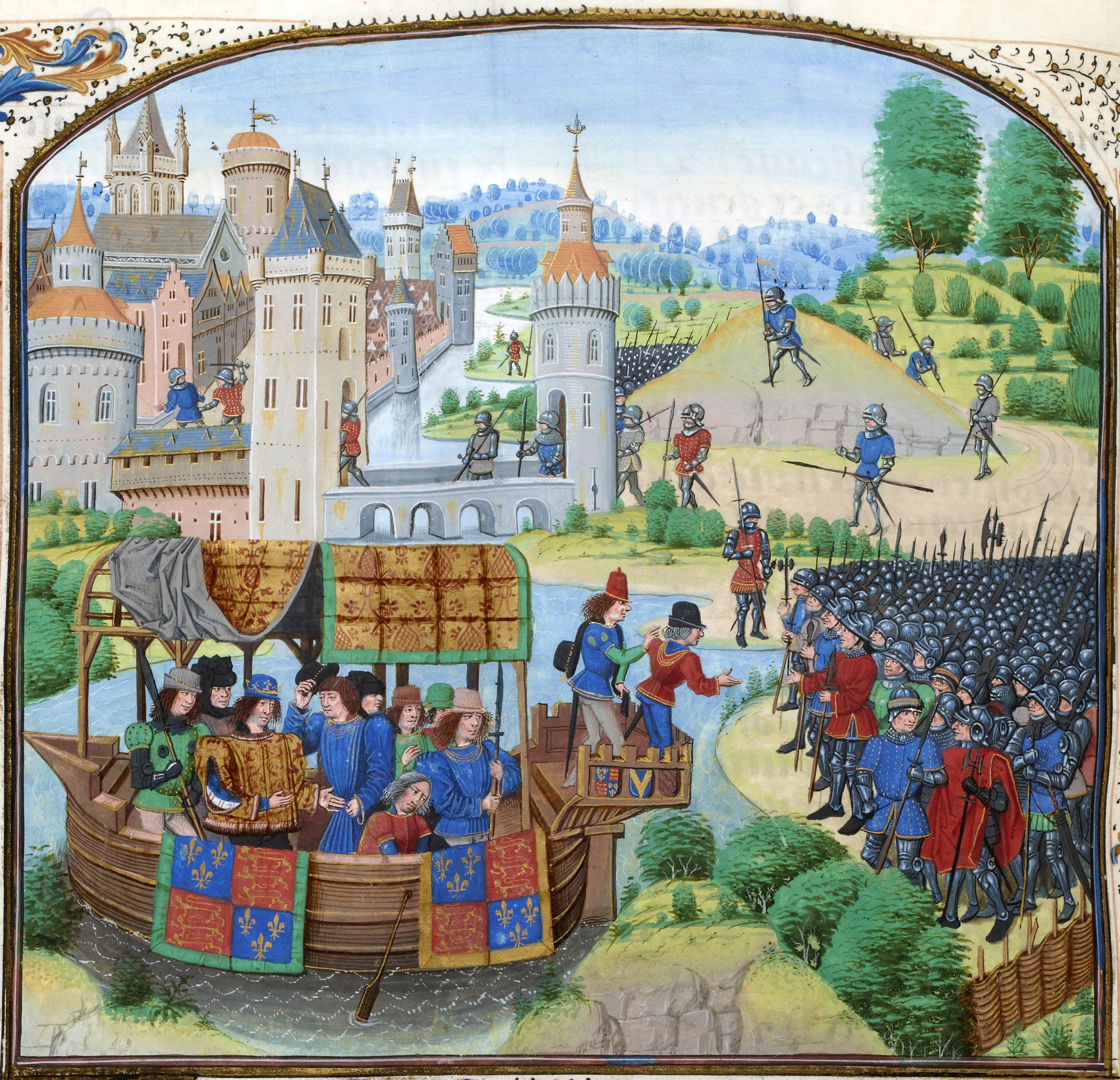
Un'immagine di una rivolta che distrusse parte di Inner Temple e dintorni

Vi sono poche testimonianze inerenti all'Inner Temple tra il XIV e XV secolo, anche se i registri dell'Lincoln's Inn arrivano fino al 1422. Vi sono evidenti testimonianze secondo il quale il Tempio fu saccheggiato da Wat Tyler e i dai suoi ribelli durante la rivolta dei contadini nel 1381, con diversi edifici abbattuti, e, con la loro distruzione andarono perduti anche i registri e tanti altri artefatti che oggi avrebbero assunto un'importanza senza eguali. John Stow ha scritto che, dopo aver fatto irruzione nella Fleet Prison i ribelli:
John Baker pensa che gli abitanti ebbero l'opportunità di ricostruire gran parte del Tempio, e che questo sia accaduto all'incirca nel periodo in cui la Temple's Hall veniva edificata, in quanto conteneva materiali da copertura appartenenti al XIV secolo e che quindi non sarebbero stati disponibili ai Cavalieri Templari. Gli Inns of Court allo stesso modo vennero attaccati durante la ribellione di Jack Cade, anche se non ci sono documenti specifici che mostrano danni subiti all'Inner Temple.
Con la dissoluzione dei monasteri del 1539, le proprietà degli Ospitalieri furono confiscate dal re, che mise nuovamente in affitto sia l'Inner che Middle Temple, fino al 1573. A seguito di richiesta di uno scozzese per l'acquisto del terreno, i templi interni e dell'area centrale presentarono ricorso a Giacomo I, il quale concesse il terreno ad un gruppo di avvocati noti e ai cosiddetti "Benchers" (membri anziani delle Inns of Court in Inghilterra e Galles), fra cui Sir Giulio Cesare (un giudice) e Henry Montague, e per "i loro eredi o aventi causa per sempre" a condizione che Inner Temple e Middle Temple pagassero 10 sterline l'anno.

### Il periodo elisabettiano
L'età elisabettiana vide un grande lavoro di ricostruzione e di abbellimento all'interno del Tempio, e, con oltre 100 gruppi di camere è stato il secondo più grande Inn (preceduto solamente da Gray's Inn), con, 155 studenti residenti nel 1574.
Durante l'inverno del 1561, l'Inner Temple fu teatro di una straordinaria serie di feste. Questi avevano lo scopo di celebrare l'ascesa di Robert Dudley al titolo di "Principe di Natale" del Tempio, un ruolo che gli fu concesso in segno di gratitudine per il suo intervento in una disputa con il Middle Temple riguardo al Lyon's Inn, uno degli Inns of Chancery storicamente legato all'Inner Temple. La notevole influenza di Dudley indusse Elisabetta I a chiedere a Nicholas Bacon di pronunciarsi in favore dell'Inner Temple, e in segno di gratitudine al Parlamento e ai governatori giurò che non si sarebbe mai assunto il peso di una causa contro Dudley, e che avrebbe offerto loro servizi legali, in qualunque momento. L'impegno fu sempre onorato, e nel 1576 il tempio interno del Parlamento propose Dudley come il "governatore capo di questa casa".

### Il Settecento

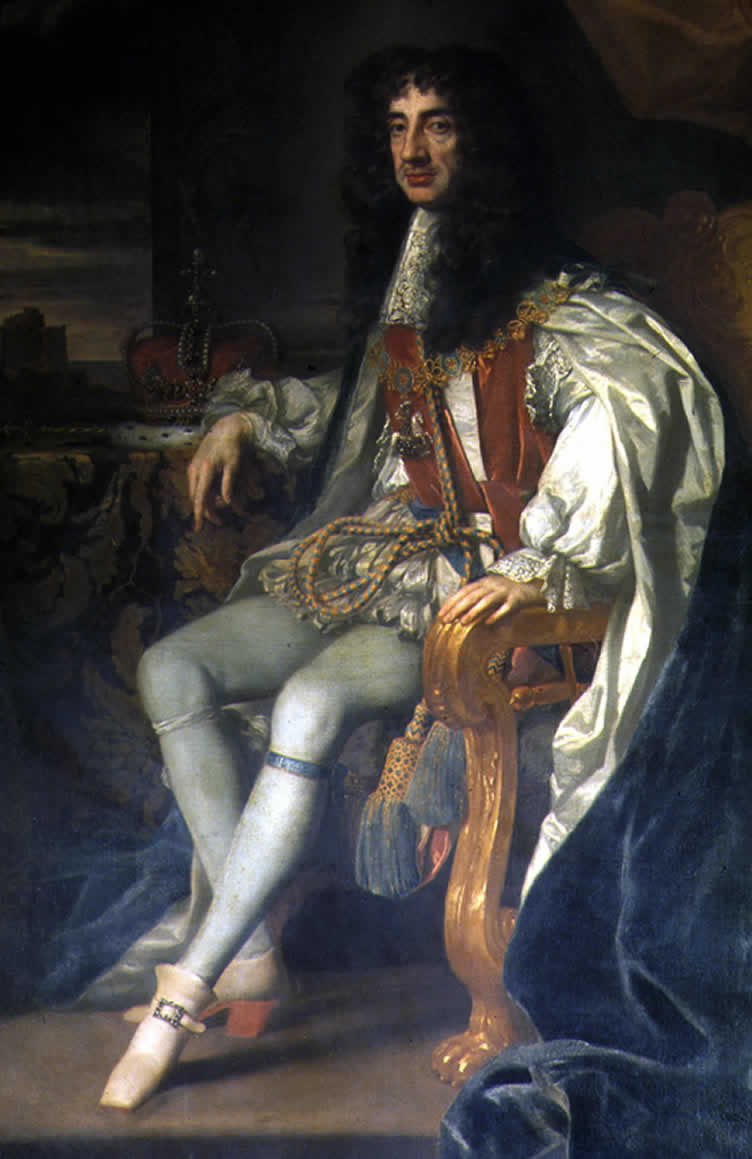
Carlo II, sovrano che i Cavalieri di Inner Temple riaccolsero a Londra dopo il periodo della Restaurazione

L'Inner Temple ha continuato ad espandersi durante i regni di Giacomo I e Carlo I, con 1.700 studenti ammessi all'Inn tra il 1600 e il 1640. Lo scoppio della Prima Guerra Civile inglese ha causato una sospensione completa della formazione giuridica, con gli Inn, che rimasero quasi chiusi per circa quattro anni, chiusura definita all'epoca come un "collasso mortale". Nulla venne fatto per adattare il vecchio sistema della formazione giuridica, in declino in ogni caso, al nuovo clima di guerra interna. Dopo la fine della guerra civile, il vecchio sistema non fu ripristinato; I "lettori" rifiutarono di leggere, e, sia gli avvocati che Benchers erano restii a seguire i regolamenti interni L'ultima lettura all'Inner Temple fu tenuta nel 1678.
Dopo la Restaurazione inglese, l'Inner Temple accolse con un sontuoso banchetto Carlo II, di ritorno a Londra, il 15 agosto 1661. Il banchetto venne ospitato da Sir Heneage Finch, Presidente della Camera dei Comuni, e vide oltre alla partecipazione del re, anche di quattro Duchi, incluso il Duca di York, quattordici Conti di Inghilterra, Scozia, Irlanda e sei Lord. Il gruppo procedette da Whitehall a bordo di un'imbarcazione del Re, attraccò nei pressi del Tempio, e attraversò i Giardini circondato da tutti i Benchers, gli avvocati e i servitori del Tempio, cinquanta dei quali contribuirono al banchetto sontuoso per i festaioli. All'inizio del successivo dibattito legale, due duchi, tra cui il Duca di York, due conti e due Signori vennero ammessi come membri, mentre al duca di York fu concesso un Bencher onorario.
Durante il dominio del Casato degli Stuart, molto è stato fatto dalla Corte Star Chamber rispetto agli editti religiosi contro il cattolicesimo, all'interno dell'Inner Temple. Un ordine venne inviato direttamente ai Benchers proclamando che:
(Ordine della Star Chamber)
e al tempo stesso venivano selezionati tra i Benchers solo coloro le cui convinzioni protestanti erano affermate. Questo periodo offre anche un esempio dell'indipendenza del Tempio; nel 1668 il sindaco di Londra tentò di entrare nel Tempio con la sua spada, all'interno della City un diritto del sindaco, ma nel Tempio non era consentito. Gli studenti brandirono la loro spada e lo costrinsero a vagare per tutta la notte in una serie di camere. Quando si liberò, gli studenti chiamarono le trainbands (milizie inglesi di uomini istruiti all'attacco e diffuse sia in Inghilterra che nelle colonie americane dal Seicento all'Ottocento). Il sindaco si lamentò con il re, che si interessò al caso il 7 aprile 1669, e stabilì che questo suo diritto doveva essere determinato dalla legge, e non dal suo privilegio reale. Gli avvocati poterono così tornare alle loro vecchie normative interne del Tempio, in materia di diritto di introduzione di spade.

### Dall'Ottocento ad oggi: i cambiamenti
Il XVIII secolo fu un periodo di relativa stabilità, con un qualche elemento di declino. I Benchers del tempio vennero descritti come "contrari a tutte le mode, tra cui i confort di nuova generazione", atteggiamento che condusse i diversi edifici dell'Inn verso un inevitabile deterioramento. Gran parte del tempio venne ricostruito nel corso del XIX secolo, a partire dalla Sala e dalla Biblioteca, anche se febbre e influenze, oppure malattie (talvolta di poco conto) continuavano a diffondersi, come risultato degli scarsi e obsoleti sistemi di gestione dell'Inn; tanto per citare una comune e insana pratica, fra gli albergatori dell'Inn diveniva ben presto un'abitudine considerare che l'acqua di scarico della toilette fosse la stessa usata per bere.
Nel 1922 il Tempio ospitò Ivy Williams, facendo di lei la prima donna avvocato in Inghilterra e nel Galles. Il tempio soffrì pesantemente i bombardamenti della seconda Guerra Mondiale. Gli attacchi del 19 e 26 settembre del 1940 distrussero la torre dell'orologio della Biblioteca e la Sala, mentre, tra il 10 e l'11 maggio 1941 l'Inn venne colpito da una serie di bombe incendiarie che distrussero l'interno del Temple Church, la Hall, la Biblioteca e molte camere. Gli incendi proseguirono fino al giorno seguente, nonostante l'assistenza dei Vigili del Fuoco e di numerosi avvocati e dipendenti rimasti sul posto, nonostante l'incombente pericolo. Una volta spento definitivamente l'incendio, i sovrintendenti dell'Inner Temple presero la solenne - e rischiosa - decisione di impedire piani di ricostruzione fino a quando non fossero cessate le ostilità.
Fu così, che un progetto iniziale venne commissionato solo nel 1944, quando Inner l'Temple contattò la Commissione per i Danni della Guerra (War Damages Commission) ottenendo un risarcimento di £ 1.500.000 per coprire, almeno parzialmente, i danni subiti dai bombardamenti. L'associazione donò soltanto £ 1,4 milioni. mentre le rimanenti £ 100'000 furono il frutto di elemosine e donazioni di privati. I ritardi della prima fase della ricostruzione furono dovuti all'architetto che il Temple scelse, il signor Hubert Worthington, il quale fu così lento nel progettare e organizzare i lavori che i Benchers furono costretti a sostituirlo con il suo apprendista più giovane, un certo T.W. Sutcliffe, ed infine con Sir Edward Maufe. La ricostruzione delle camere erano la priorità principale. La maggior parte dell'opera di restauro fu ultimata nel 1949. L'ultimo passo fu la messa a punto la ricostruzione della Biblioteca, terminato nei primi mesi del 1958 con la riapertura ufficiale al pubblico del 21 aprile dello stesso anno.

## Struttura e gestione

### Stemma

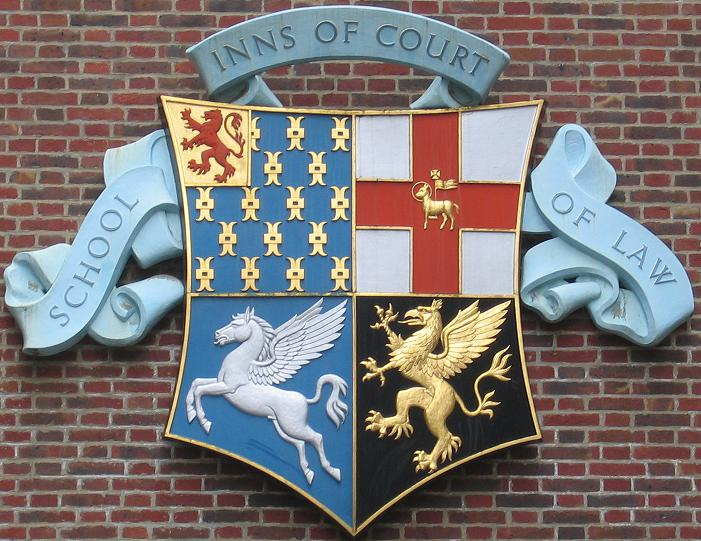
Stemma combinato delle quattro Inns of Court. Quello dell'Inner Temple in basso a sinistra.

Lo stemma (in inglese Coat of Arms) dell'Inner Temple si trova in un blasone diviso in 4 sezioni. Quella corrispondente riguarda la sezione di colore azzurro-bluastro raffigurante un Pegaso rampante. Ufficialmente il merito di questa scelta viene attribuito a Gerard Legh, il quale aveva fornito un resoconto di Robert Dudley mentre recitava la parte del Principe Pallaphilos, uno dei membri dellHonorable Order of Pegasus, durante i festini del Natale del 1561. In alternativa questa raffigurazione, potrebbe trarre origine da alcune delle piastrelle che compongono il Temple Church, in cui si osserva un cavaliere a cavallo con scudo e spada alzati.

### Liberty
L'Inner Temple (e parzialmente anche il Middle Temple) è una delle poche sopravvissute liberties, un'antica parola indicante una particolare suddivisione geografica. Si trattava di un'area extra-parrocchiale, storicamente non controllata dal governo della Città di Londra (ed ancora oggi viene giudicato come un ente locale per molti scopi) e fuori dalla giurisdizione ecclesiastica del Vescovo di Londra.

## Edifici

### Camere
L'Inner Temple ospita una serie di edifici dotati di appartamenti residenziali e luoghi di servizio: Il Crown Office Row, il Doctor Johnson, il Farrar, il Francis Taylor, l'Harcourt, lo Hare Court, il King's Bench Walk, il Littleton, la Mitre Court, il Paper, ed il Temple Gardens.
Il Crown Office Row ora  Crown Office è il primo edificio (descritto da Charles Dugdale come "la grande costruzione di mattoni di fronte al giardino") venne costruito nel 1628, e completamente riedificato nel 1737. Gli edifici attuali sono stati progettati e costruiti da Sir Edward Maufe. Charles Agnello nacque al n ° 2 di Row Crown Office: il suo edificio venne distrutto durante la seconda guerra mondiale.
Il complesso Harcourt venne costruito nel 1703 da John Banks: consisteva in tre edifici a tre piani, ognuno di 50 metri di larghezza, e 27 metri di larghezza. Venne ricostruito tra il 1832 e il 1833, ma esteticamente non erano particolarmente attraenti. Hugh Bellot disse che: "questi edifici difficilmente potrebbero essere più sgradevoli". Lo stesso complesso venne ulteriormente ricostruito nel 1941 su progetto di Hubert Worthington. 
Il Tribunale di Hare venne costruito nel 1567 da Nicholas Hare. I lati ovest e sud sono vennero distrutti nell'incendio del 1678. Il 31 maggio 1679 fu dato ordine di sostituire il lato ovest con quattro nuovi edifici a tre piani, finanziati dal Tesoriere (Thomas Hanmer) e dagli inquilini, tra i quali il giudice Jeffreys. La Corte dispone di una pozzo, la cui acqua venne notata nel XIX secolo per la sua notevole purezza.
Gli edifici del King's Bench Walk vennero costruiti nel 1543, distrutti nel grande incendio di Londra del 1666, e ricostruiti nel 1677. [53] Gli edifici prendono il nome dal King's Bench Office, distrutto nell'incendio del 1677. Il complesso venne ricostruito tra il 1678 ed il 1684. Uno degli inquilini del complesso era il celebre Lord Mansfield.
Gli edifici della Mitre Court sono stati edificati nel 1562 da John Fuller, il tesoriere del Tempio. Fra i residenti del complesso vi era Sir Edward Coke. La vera e propria Mitre Court venne eretta nel 1830, su progetto di Robert Smirke. Durante la costruzione gli operai trovato un tesoro di 67 Ghinee risalenti ai regni di Carlo II e Giorgio II, monete successivamente confiscate dal Direttore dei Lavori.
Il Paper Building venne edificato nel 1610 sul sito degli edifici Heyward. Il nome, Paper, (Carta) è dovuto al tipo di materiali con il quale è stato costruito: legno, profilati e gesso. Un incendio nel 1838 distrusse tre edifici, immediatamente ricostruiti medianete il progetto di Robert e Sydney Smirke, dopo l'aggiunta di altri due edifici. All'epoca uno dei residenti più famosi fu John Selden, che condivise una serie di camere con lo stesso Heyward.

### Giardini e Ingresso
Gli ampi giardini dell'Inner Temple, vennero costruiti verso l'anno 1601, e successivamente arricchiti, nel 1618, con una serie di ringhiere decorate. Tra il Pegaso Temple e il Grifone di Gray's Inn, esisteva un forte legame. Al giardino, nel 1730 vennero aggiunti dei cancelli in ferro, ancora oggi presenti. I giardini contengono diversi punti di riferimento, tra cui un orologio solare costruito nel 1707, un paio di cisterne risalenti al 1730, e una statua in piombo di Blackmoor di John Nost, trasferita dal Clifford's Inn quando questo edificio venne distrutto. Nel corso del XVIII secolo venne trapiantato da Edward Northey, un gruppo di alberi, adatto al sostentamento di uccelli, e nel suo caso particolare ad una colonia di corvi che il bencher aveva importato dai suoi possedimenti di Epsom . I giardini erano già noti per le loro rose e William Shakespeare sosteneva che la Guerra delle due rose ebbe inizio proprio nei Giardini dell'Inner Temple.
Si suppone che il Gateway (Il cancello), situato nella parte superiore dell'Inner Temple Lane lungo Fleet Street, sia tuttora posizionato nello stesso luogo dalla fondazione dei Templi, per opera dei Cavalieri templari. Nel 1610 venne ricostruito da John Bennett, Serjeant-at-Arms del Re (un ruolo che consisteva nell'incaricare persone autorevoli a mantenere l'ordine durante le riunioni), e di nuovo ricostruito nel 1748. L'edificio situato al di sopra del cancello (che non è di proprietà dell'Inn) è noto per essere stato la Camera del Consiglio di Enrico Federico Stuart, Principe di Galles e di Carlo, Principe di Galles, futuro Carlo I.

### Hall

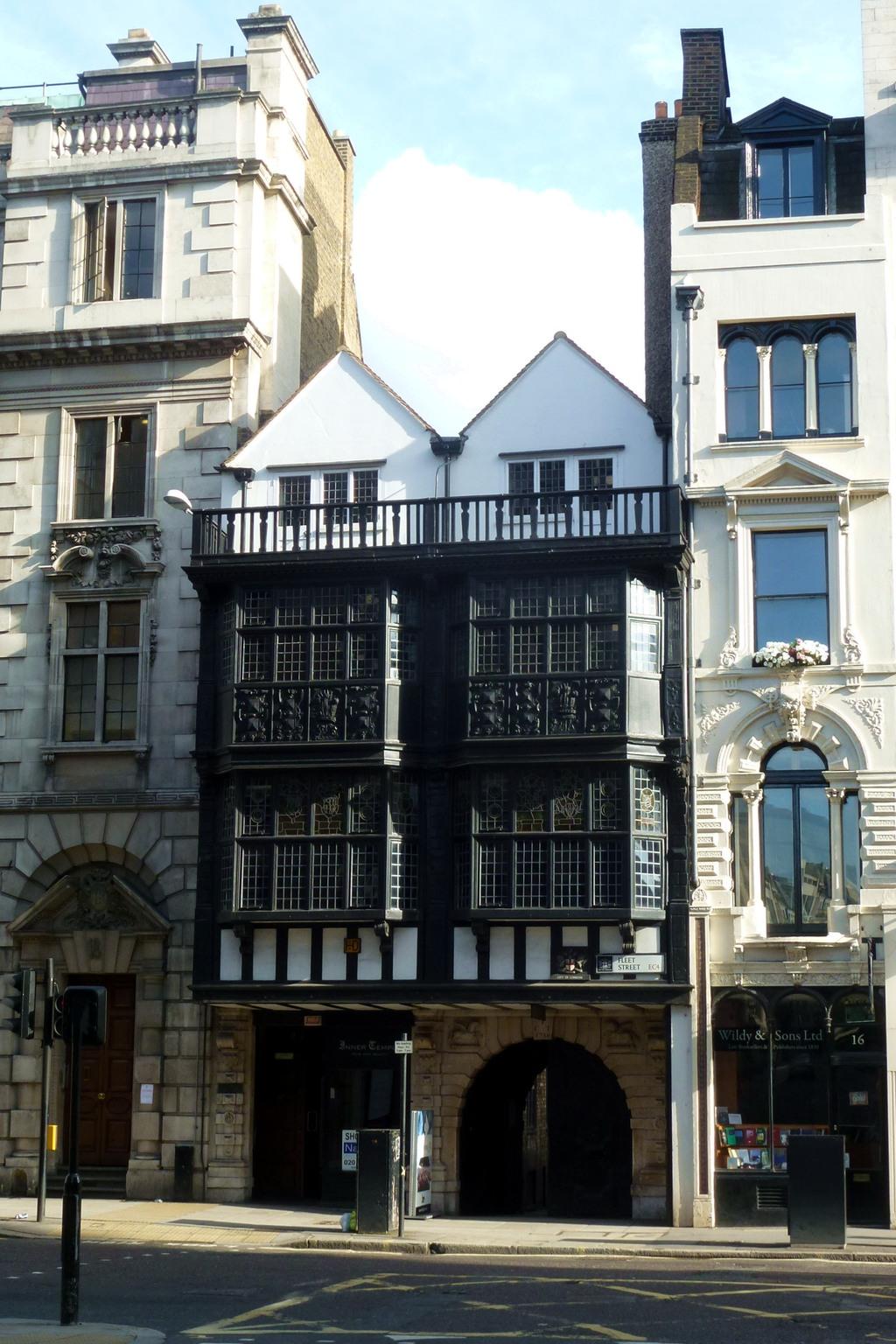
L'entrata al Tempio nel 2012

La Sala (Hall) originale dell'Inner Temple è il refettorio costruito a suo tempo dai Cavalieri Templari, nell'VIII secolo circa. La sala fu oggetto di ristrutturazioni sia nel 1606 che nel 1629, ma nel 1816 anche se si trovava ancora in cattive condizioni, i responsabili si limitarono solo a sostituire delle travi marcite e ristrutturando un muro di mattoni diroccato. A seguito delle cattive condizioni e del crescente numero di avvocati, il muro, nel 1868 venne finalmente demolito. Al suo posto sorse una sala più grande in stile gotico, progettata da Sydney Smirke, e inaugurata il 14 maggio 1870 dalla Principessa Luisa. Il nuovo padiglione era lungo 34 metri, largo 15, alto 14, e dotato di vetrate che riproducevano gli stemmi dei Tesorieri del Tempio, noti dal 1506 . L'architettura della sala si completa con due porte, una a sud e una a nord, le quali, secondo William Dugdale, non sono che i resti di un "grande paravento intagliato" eretto nel 1574.
La Hall venne distrutta durante la seconda guerra mondiale. La ricostruzione vide, nel 1952, la Regina Elisabetta II, porre la prima pietra. L'edificio venne progettato da Hubert Worthington e inaugurato nel 1955, come parte di un complesso che comprende la Hall, la Biblioteca e le Camere dei Benchers.

### Biblioteca
Della Biblioteca originale, che inizialmente occupava una sola stanza, si hanno testimonianze fin dal 1506. Non era comunque strettamente dedicata alla lettura, in quanto veniva utilizzata dagli avvocati anche per mangiare e bere, e, negli anni successivi vi si svolgevano anche dei dibattiti. Nel 1607 venne aggiunta da Edward Coke una seconda stanza, alla quale donò un anno dopo una copia della sua opera Reports. La Biblioteca di Inner Temple era di gran lunga la biblioteca più fornita rispetto alle altre presenti nell'Inns of Court, e "pose questo posto all'avanguardia rispetto alle altre società". La Biblioteca rifiutò nel 1654, di accettare i manoscritti di John Selden, dato che era probabile che le dimensioni della collezione era tale che avrebbe richiesto la costruzione di un ulteriore edificio; ad ogni modo, tale rifiuto fu considerata "la più grande perdita che la Biblioteca dell'Inner Temple abbia da sempre sostenuto". La Biblioteca venne completamente distrutta nel Grande incendio di Londra, ma ricostruita verso la fine dell'anno 1668. Un secondo incendio di minore portata, nel 1679, richiese il sacrificio di buona parte della biblioteca allo scopo di salvare le Hall.
Nel 1707 all'Inner Temple vennero offerti i Manoscritti Petyt e una somma di 150 sterline per costruire una nuova libreria di tre stanze; venne completata all'incirca due anni più tardi. Fu subito nominato un bibliotecario, pratica che continua ancora al giorno d'oggi. Sono state effettuate alcune modifiche nel 1867, nel 1872 e nel 1882, anno in cui i lavori hanno esteso la Biblioteca a otto camere. Una nuova Biblioteca venne costruita nel XIX secolo sul sito della precedente, mentre l'ala nord venne completata nel 1882, e conteneva circa 26.000 volumi di diritto, e 36.000 testi storici e inerenti a tematiche sull'architettura. Questo edificio venne distrutto durante la seconda guerra mondiale, e, anche se alcuni dei manoscritti più rari furono trasferiti fuori sede, vennero perduti ben 45.000 libri. Nel 1958 venne costruita un'altra biblioteca che attualmente ospita circa 70.000 libri.

### Temple Church
La Temple Church fu descritta come "la più bella delle quattro chiese circolari ancora esistenti a Londra". La volta originale venne costruita nel 1185 dai Cavalieri Templari e consacrata dal Patriarca di Gerusalemme il 10 febbraio del 1185. La chiesa era molto apprezzata in questo periodo. In essa è sepolto Guglielmo il Maresciallo, mentre Enrico III elaborava i piani per il suo sfruttamento, prima di passare all'Abbazia di Westminster. Dopo la caduta dei Templari, la chiesa, insieme al resto del Tempio, venne affidato ai Cavalieri Ospitalieri, e da lì passò a Enrico VIII, che nominò un sacerdote, conosciuto come il Maestro del Tempio (Master of the Temple). Giacomo I promulgò la Royal Charter, un documento che definisce diritti e doveri; il sovrano garantì l'indipendenza dell'Inner e del Middle Temple, a condizione che i Templi mantenessero l'integrità della chiesa, un requisito che è ancora attuale. Durante il regno di Carlo II le eleganti colonne che avevano dominato la chiesa vennero coperte con un rivestimento in legno di quercia spesso 2,4 metri. Nel 1707 la chiesa fu oggetto di ristrutturazioni sul lato est, mentre l'esterno dei lati nord ed est vennero riparati solo trent'anni dopo, nel 1737. Ulteriori interventi di ristrutturazione ebbero luogo nel 1811, ma il restauro principale fu effettuato nel 1837, quando Robert Smirke riqualificò il lato sud e rimosse la maggior parte del rivestimento ligneo. Questi interventi sono stati seguiti da una serie di altri restauri nel 1845, i cui frutti hanno portato all'abbassamento del pavimento alla sua altezza originale, alla rimozione della brutta calce, aggiunta un secolo prima, e ha condotto alla scoperta lungo la zona est, di una piscina marmorea (un bacino poco profondo collocato nei pressi dell'altare). Tutto questo lavoro, tuttavia, venne distrutto il 10 maggio 1941 durante la seconda guerra mondiale, quando diverse bombe incendiarie sventrarono la chiesa. Nel corso del decennio successivo la chiesa venne restaurata, e riconsacrata nel 1954 dall'Arcivescovo di Canterbury.

## Membri famosi
- Geoffrey Chaucer (supposto)
- Thomas de Littleton
- William Catesby
- Sir Edward Coke
- Francis Drake
- Robert Dudley, conte di Leicester
- Robert Devereux, II conte d'Essex
- Christopher Hatton
- William Wycherly
- Judge Jeffreys
- James Boswell
- William Paca
- Karl Pearson, ed il padre William Pearson, QC
- William Schwenk Gilbert
- Bram Stoker
- Mahatma Gandhi (chiamato nel 1891, allontanato nel 1922 e reinserito nel 1988)
- John Maynard Keynes
- Clement Attlee
- Jawaharlal Nehru
- Mohammed Ali Jinnah
- Cecil Rhodes
- Ivy Williams, la prima barrister donna
- A. J. P. Taylor
- Seretse Khama (ammesso nel 1946)
- Derry Irvine
- Lord Woolf
- Elizabeth Butler-Sloss
- Jack Straw
- Michael Howard
- John Mortimer
- Richard Searby
- Malcolm Bishop
- Thomas Willing
- Musa Alami